# 謝廷澤
謝延澤，字藕汀，貴州省貴陽府人，清朝政治人物、進士出身。
光緒六年（1880年）庚辰科進士，二甲一百八名，補殿試，同年五月，分发省分补用同知直隶州知州，后官至廣西同知。